# Vanderhorstia dorsomacula
Vanderhorstia dorsomacula es una especie de peces de la familia de los Gobiidae en el orden de los Perciformes.

## Morfología
Las hembras pueden llegar a alcanzar los 3,95 cm de longitud total.

## Hábitat
Es un pez de 
Mar y, de clima tropical y demersal que vive hasta los 25 m de profundidad.

## Distribución geográfica
Se encuentra en Papúa Nueva Guinea. 

## Observaciones
Es inofensivo para los humanos. 